# 文京区立誠之小学校
文京区立誠之小学校（ぶんきょうくりつせいししょうがっこう）は、東京都文京区西片に位置する公立小学校。

## 概要
1875年（明治8年）、文京区内では3番目の小学校として備後福山藩丸山中屋敷（江戸の藩邸）に設立された。当時の学校名称は、「第一大學區第四中學區第十三番公立小學誠之學校」であった（後に東京市立誠之小学校）。当初は、清和源氏の子弟の上層教育を阿部氏が徳川家より仰せつかってつくられた。
これは、儒教の書「中庸」の「誠者天之道也、誠之者人之道也」（誠は天の道なり、これを誠にするは人の道なり）という一節から名づけられたもので、現在も「誠之人道」を校是としており、これは本校の礎とも言える福山藩校の誠之館と共通であり、またこの名前は誠之館開設者で当時の福山藩主で幕府老中筆頭であった阿部正弘と親交の深かった水戸藩主徳川斉昭の命名による。
本校には戦前より都下の有力者の子弟が学区を超えて集まり、その多くが一高→帝大コースを歩んだ。学区の西片に居を構えることそのものが日本を代表する最高の「エスタブリッシュメント」であったことから、選抜試験を施さない公立小学校でありながら都内有数の名門小学校として知られ、帝大教授の子弟や貴族院議員の係累、子爵の末裔まで、およそ日本の上流階級が好んで集った。現在でも、番町小や麹町小、青南小や白金小などと共に名門公立小学校として知られ、そのうち番町、麹町と共に小学校「御三家」と括られたこともある。
以前の校庭はアスファルト舗装であったが、現在では人工芝になっている。
2010年（平成22年）12月までは、円形トラックの中に3本の木（イチョウとエンジュ）がそびえていたが、過去に校庭を人工芝へ改修した際にエンジュの根を傷つけてしまい、いつ倒れるかわからない状態であったため、児童のいない冬休み中に切除した。その後はイチョウ2本のみがそびえている。
2021年（令和3年）に新校舎が完成した。

## 教育
文京区立の小学校の中では最も児童数が多い（2010年度現在で777人）。学区域外からの越境通学者が多くいる。現在では英語教育にも力を入れ、1年生から英語の授業がある。
学力向上フロンティアスクールに指定されている。

## 位置
- 〒113-0024　東京都文京区西片2-14-6
- 最寄り駅：都営三田線白山駅・東京メトロ南北線東大前駅

## 校歌
- 作詞 中村秋香
- 作曲 小出雷吉

## 主な出身者
- 小尾信彌 (天文学者)
- 村山定男 (天文学者)
- 森田浩一郎（医学博士）
- 中村元（哲学者）
- 富永太郎（詩人、画家、作家）
- 平塚らいてう（思想家、作家、フェミニスト）
- 宮本百合子（小説家、評論家、プロレタリア文学）
- 春風亭柳橋 (6代目)
- 中村光夫（文芸評論家、作家）
- 小野旭（経済学者）
- 竹内道雄（大蔵事務次官）
- 豊田章一郎（トヨタ自動車名誉会長、6年生時編入）
- 内田忠男（国際ジャーナリスト、5年生時編入）
- 川口順子（通産官僚、外務大臣）
- 蘭郁二郎（小説家、SF作家）
- 阿久戸光晴（牧師、神学者）
- 中川一政（画家、美術家）
- 小山明子（女優）
- 藤間紫（女優）
- 金子信雄（俳優）
- 丸山茂雄（実業家）
- 松山公紀（経済学者）
- 高部知子（女優、タレント）
- 石黒泰子（女子プロレスラー）
- 渡辺英樹（ミュージシャン、C-C-B）
- 中川勝彦（タレント、中川翔子の父）
- 森類（随筆家、森鴎外の子）
- 林己知夫（建築家）
- 鳥羽欽一郎（経営学者）
- 森まゆみ（エッセイスト）
- 梅谷守（衆議院議員）
- 藤岡幸夫（指揮者）
- 太田博太郎（建築史家、東京大学名誉教授、武蔵野美術大学元学長、九州芸術工科大学元学長、元武蔵学園長）